# Electronic Labyrinth THX 1138 4EB
Electronic Labyrinth THX 1138 4EB es un cortometraje estudiantil de ciencia ficción escrito y dirigido por George Lucas en 1967, mientras era estudiante de la Universidad del Sur de California. Sirvió como base para su primer largometraje, THX 1138.
En el 2010, la película fue considerada «cultural, histórica y estéticamente significativa» por la Biblioteca del Congreso de Estados Unidos y seleccionada para su preservación en el National Film Registry.

## Argumento
En una ciudad subterránea en un futuro distópico, el protagonista, cuyo nombre es "THX 1138 4EB",  es mostrado corriendo por pasillos y espacios cerrados. Pronto se descubre que THX está escapando de su comunidad. El gobierno usa computadoras y cámaras para rastrearlo e intentar detenerlo, sin embargo, fallan. THX escapa rompiendo una puerta y corre hacia el atardecer. El gobierno envía sus condolencias a YYO 7117, su pareja, alegando que él se destruyó a sí mismo.

## Reparto
- Dan Nachtsheim[nota 1] como THX 1138 4EB
- Joy Carmichael como 7117
- David Munson como 2222
- Marvin Bennett como 0480
- Ralph Stell como 9021